# خون اژدها (فیلم)
خون اژدها فیلمی ایتالیایی در ژانر فانتزی به کارگردانی جاکومو جنتیلومو محصول سال ۱۹۵۷ است. این فیلم بر اساس حلقه نیبلونگ ریشارد واگنر ساخته شده است.

### کتابشناسی
- Kinnard, Roy; Crnkovich, Tony (2017). Italian Sword and Sandal Films, 1908-1990. McFarland. ISBN 978-1-4766-6291-6.